# Matrijs (mal)

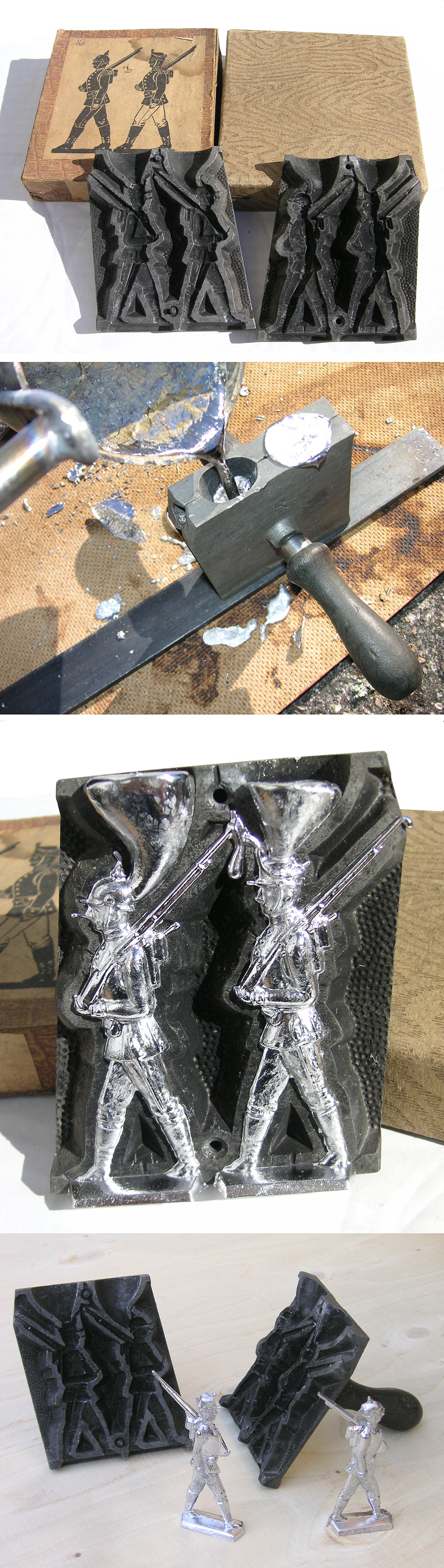
Het gieten van tinnen soldaten in een matrijs (holle gietvorm).

Een matrijs, mal of gietvorm is een hol of bol model in de contravorm (negatief) van het gewenste product.

## Algemeen
Hoe en waarvan een matrijs wordt gemaakt is afhankelijk van welk product ermee gemaakt wordt. De te maken producten kunnen van kunststof, metaal, keramiek, of glas zijn. Deze materialen worden in vloeibare toestand (zo nodig verhit) in de matrijs gespoten, gegoten of gezogen. Daarna (zo nodig na afkoeling) verwijdert men de matrijs en houdt men het voorwerp over. Ook aardewerk krijgt vorm in een matrijs, evenals bronzen klokken.
Een holle matrijs wordt ook gebruikt bij de bouw van een houten klankkast voor een akoestische gitaar.
Het maken van een matrijs is specialistenwerk in de mechanische vormgevingstechnieken.

## Ontwerpen van matrijzen
Variabelen en overwegingen bij het ontwerpen van matrijzen zijn:
- hoge temperaturen (zoals voor het in de vorm gieten van gesmolten metaal)
- afkoelen van de matrijs en het gevormde product
- juist geen hoge temperaturen (gieten van keramische klei, of sommige soorten kunststof)
- hoge druk (spuitgieten van de meeste kunststoffen)
- verwijderen van de matrijs zonder beschadiging van het gevormde product of de matrijs
- materiaalkeuze voor de matrijs voor eenmalig gebruik of massaproductie
- het aantal holtes, om meerdere producten tegelijk te maken
- de mogelijke reactie tussen het materiaal van de matrijs en het materiaal van het gevormde product

## Matrijzen in de druktechniek
Matrijzen worden gebruikt in de druktechniek; zie Matrijs (druktechniek). Hier worden matrijzen bij hoogdruk gebruikt om loden letters te gieten.

## Verlorenwasmethode
Soms wordt een matrijs maar één keer gebruikt. Dit is het geval bij het gieten van klokken (en andere bronzen voorwerpen). Er wordt een 'valse' klok van was gemaakt. Daaromheen wordt de matrijs gemaakt van metselwerk. De was wordt er door verhitting uitgestookt (vandaar de naam verlorenwasmethode of cire perdue), waarna de matrijs gereed is voor gebruik. Na het gieten wordt de matrijs afgebroken en blijft de klok over.

## Fotogalerij

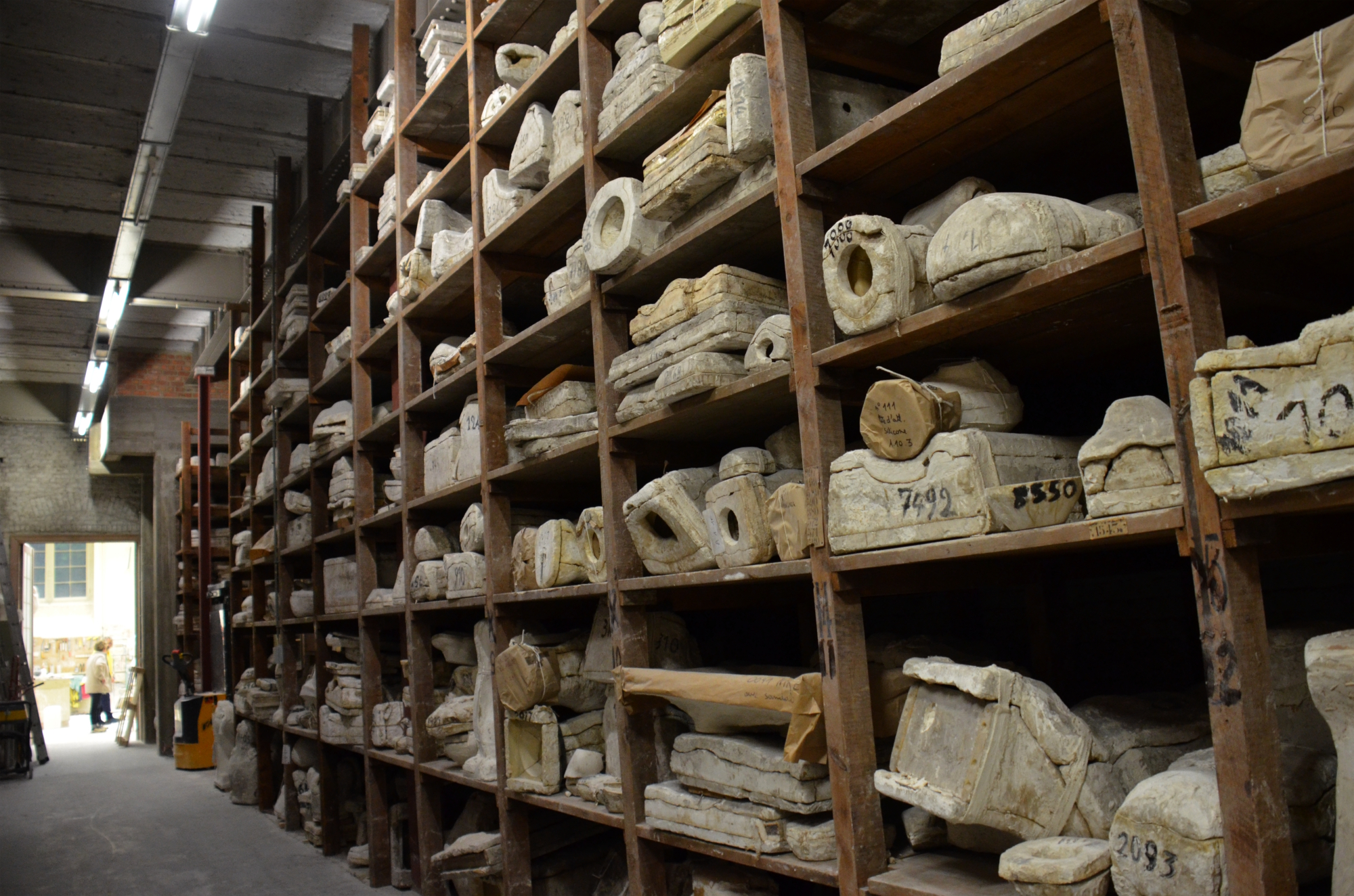
Verzameling van historische mallen, atelier van de Afgietselwerkplaats, Brussel
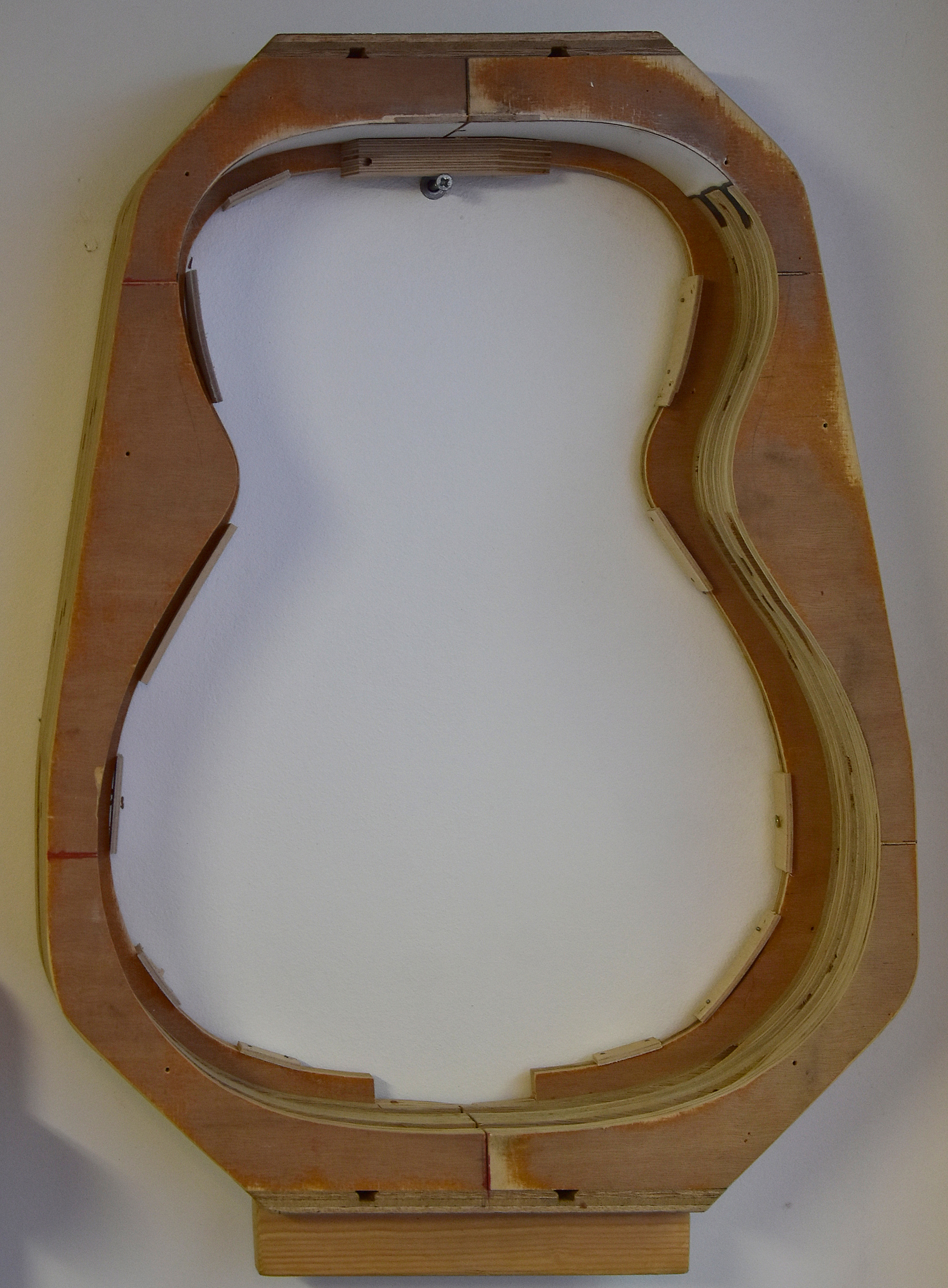
Mal voor de bouw van een akoestische gitaar
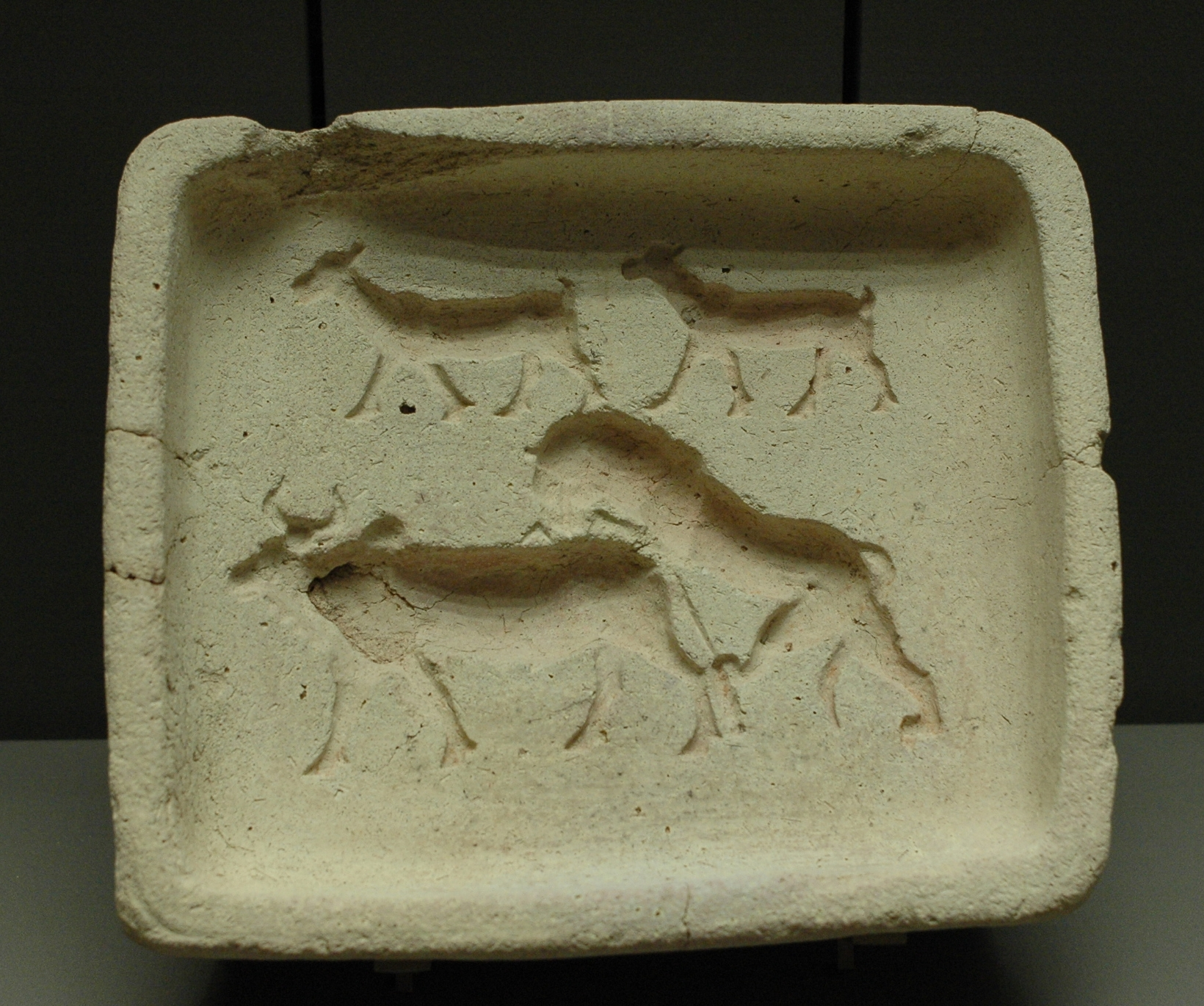
Een matrijs voor broodvormen uit het oude Syrië
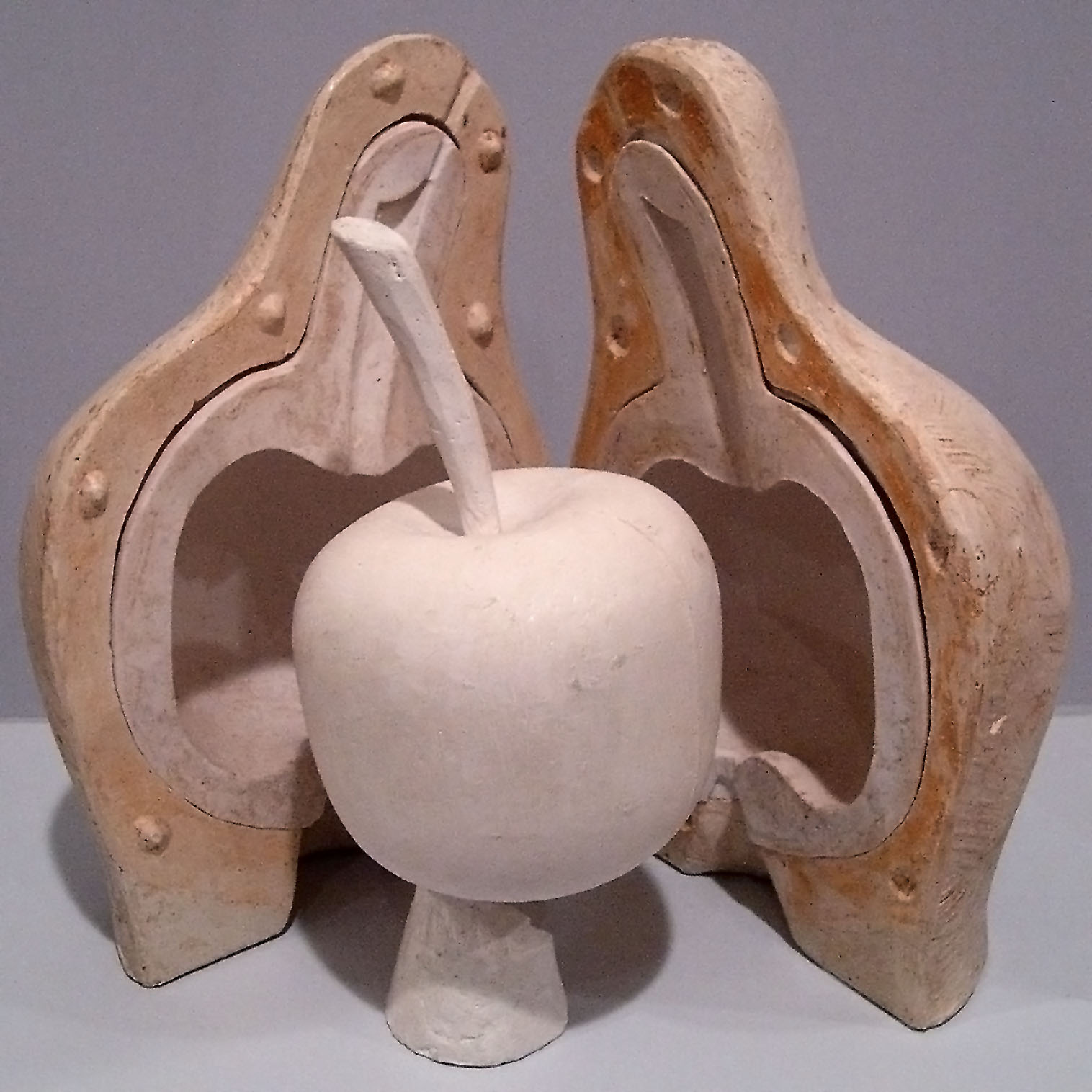
Een rubber gietvorm met gipsen steunkap en gipsen afgietsel
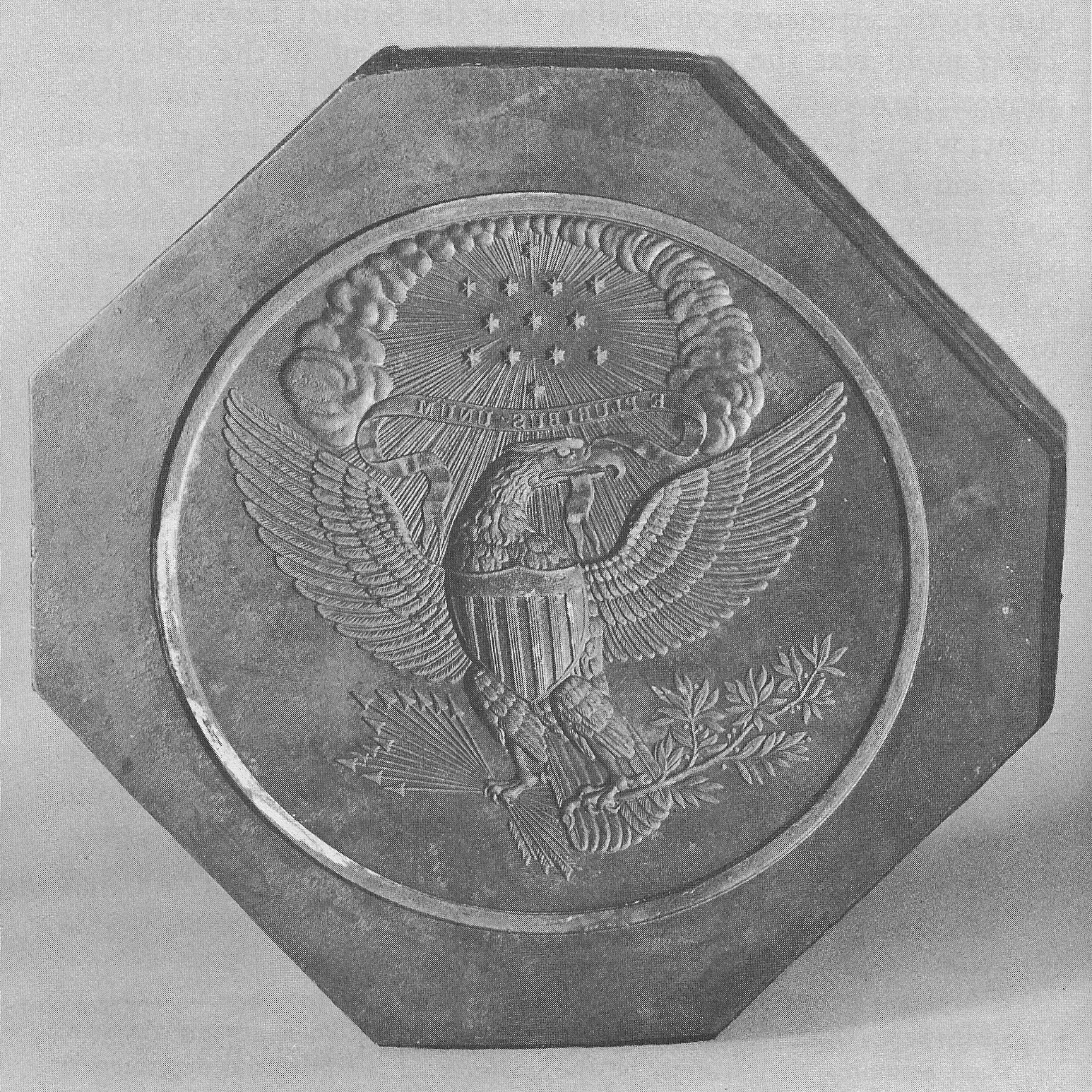
Matrijs voor een waszegel